# پیتر سولبرگ
پیتر سولبرگ (نروژی: Petter Solberg؛ زادهٔ ۱۸ نوامبر ۱۹۷۴) راننده رالی اهل نروژ است.
از باشگاه‌هایی که در آن بازی کرده‌است می‌توان به تیم رالی جهانی فورد، تیم رالی جهانی سوبارو، تیم رالی جهانی پیتر سولبرگ, فولکس‌واگن موتوراسپورت اشاره کرد. سولبرگ در سال ۲۰۰۳ قهرمان رالی قهرمانی جهان شده است.